# Дэвис, Джози
Джози Дэвис (англ. Josie Davis; род. 16 января 1973, Лос-Анджелес, Калифорния) — американская актриса, наиболее известная по своим ролям в сериалах «Чарльз в ответе» и «Беверли-Хиллз, 90210». На более поздних этапах карьеры она снималась в фильмах канала Lifetime.

## Биография
Родилась 16 января 1973 года, в Лос-Анджелесе, Калифорния.
Телевизионная карьера началась в 1986 году, когда она начала сниматься в комедийном сериале Чарльз в ответе в роли Сары Пауэлл. После окончания сериала стала обучаться актёрскому мастерству у Пола Е. Ричардса (англ. Paul E. Richards), 'правой руки' Ли Страсберга (англ. Lee Strasberg). Благодаря такой тренировке, в 1998 году она поступила в знаменитую школу актёрского мастерства Actors Studio только после двух прослушиваний. 
Дальнейшую популярность ей принесла роль Камиллы Десмонд в популярном молодёжном сериале Беверли-Хиллз, 90210, которую она сыграла в последнем сезоне сериала в 2000 году. В том же году Аарон Спеллинг, продюсер 90210, пригласил её в свою новую мыльную оперу - «Титаны». Однако Титаны не смогли повторить успех предыдущих творений Спеллинга и руководство канала NBC решило прекратить съемки вскоре после начала трансляции.
После ролей на телевидении, снималась в различных фильмах, таких как Slammed, L.A. Law: The Movie, Psychic Murders и Сонни (англ. Sonny), режиссёрском дебюте Николаса Кейджа.
На Рождество 2005 года, она сыграла запоминающуюся роль в сериале Два с половиной человека (англ. Two And a Half Men).
Из последних фильмов с её участием можно назвать Kalamazoo?, The Trouble With Romance и Carolina Moon.

## Фильмография
- 2013: Грязная училка (Dirty Teacher), телефильм.
- 2012: Hollywood Heights, телесериал
- 2011: Короли побега, телесериал
- 2010: Восхождение
- 2010: Чак, телесериал
- 2009: CSI: Нью Йорк, телесериал
- 2009: Кости, телесериал
- 2009: Tranced
- 2009: Проклятые
- 2009: Чёрная метка, телесериал
- 2009: The Trouble With Romance
- 2008: Страх как он есть, телесериал
- 2008: Само совершенство, телефильм
- 2007: Голос из прошлого, телефильм
- 2006: Каламазу?
- 2005: Два с половиной человека, телесериал
- 2002: Сонни
- 2000: Титаны, телесериал
- 2000: Беверли-Хиллз, 90210, телесериал
- 1996: Молодые и дерзкие, телесериал
- 1987: Чарльз в ответе, телесериал